# Cratere Degas
Degas è un cratere d'impatto presente sulla superficie di Mercurio, a 37,12° di latitudine nord e 127,99° di longitudine ovest, di 54,9 km di diametro. 
Il cratere è dedicato al pittore francese Edgar Degas.